# Lunazyna
Lunazyna – peptyd występujący w soi i niektórych ziarnach zbóż. Od 1996 roku jest obiektem badań dotyczących mechanizmów epigenetycznych, a także: raka, ALS, cholesterolu i chorób sercowo-naczyniowych oraz stanu zapalnego i odpowiedzi immunologicznej. Ze względu na swoją biodostępność, lunazyna wydaje się wykazywać jeszcze szerszy niż opisywano w literaturze powstałej do 2019 roku wachlarz aktywności biologicznych. Obok potwierdzonych w licznych badaniach, przeprowadzonych już w latach 2008–2012 właściwości antynowotworowych, na uwagę zasługują również: zdolność lunazyny do wpływania na zmniejszenie odpowiedzi zapalnej komórek, wpływu na układ immunologiczny i nerwowy.

## Odkrycie
Lunazyna jest białkiem roślinnym, rzadko spotykanym w przyrodzie. W natywnej komórce występuje zawsze w formie kompleksu i wraz z większą podjednostką bogatą w metioninę, z peptydem sygnalnym i łącznikowym stanowi białko – albuminę 2 S. W formie opisanej przez odkrywców znajdowano ją dotąd w ziarnach wszystkich odmian soi, a w ilościach śladowych stwierdzano obecność agregatów bliźniaczo podobnych do lunazyny, które mimo niepełnej homologii wykazywały zbliżone właściwości - również w jęczmieniu, pszenicy, życie, pszenżycie, owsie i ryżu. Lunazyna i peptydy o budowie niemal identycznej, bo różniącej się zazwyczaj tylko jednym aminokwasem, występują zarówno w ziarnach pochodzących z kontynentów amerykańskich, jak i ze starych kontynentów.
Ten polipeptyd został pierwotnie wyizolowany, oczyszczony i sekwencjonowany z nasion soi w 1987 roku przez japońskich naukowców pod kierunkiem Shoji Odaniego, którzy jednak nie przypisali mu aktywności biologicznej, ani innych konkretnych właściwości, opisując go jako element frakcji albumin 2S, zawierający 43 aminokwasy i zwracając szczególną uwagę na niezwykłą poli-(kwas L-asparaginowy)-sekwencję tego peptydu na końcu karboksylowym. Późniejsze badania Alfredo Galveza i Benito de Lumena na Uniwersytecie Kalifornijskim w Berkeley pozwoliły już dokładnie zaklasyfikować ten peptyd jako podjednostkę albuminy 2S swoistej dla liścieni. Nazwę dla nowo odkrytego białka wzięto od wyrazu „lunas” z języka tagalskiego, który oznacza: „leczyć”. W późniejszych badaniach Galvez i de Lumen zidentyfikowali lunazynę jako klucz do różnych, udokumentowanych korzyści zdrowotnych soi i zbadali ją pod kątem wielu oddziaływań leczniczych: włączając profilaktykę raka, kontrolę cholesterolu, działanie przeciwzapalne, zdrowie skóry, wzmacnianie odporności organizmu oraz przeciwdziałanie starzeniu.

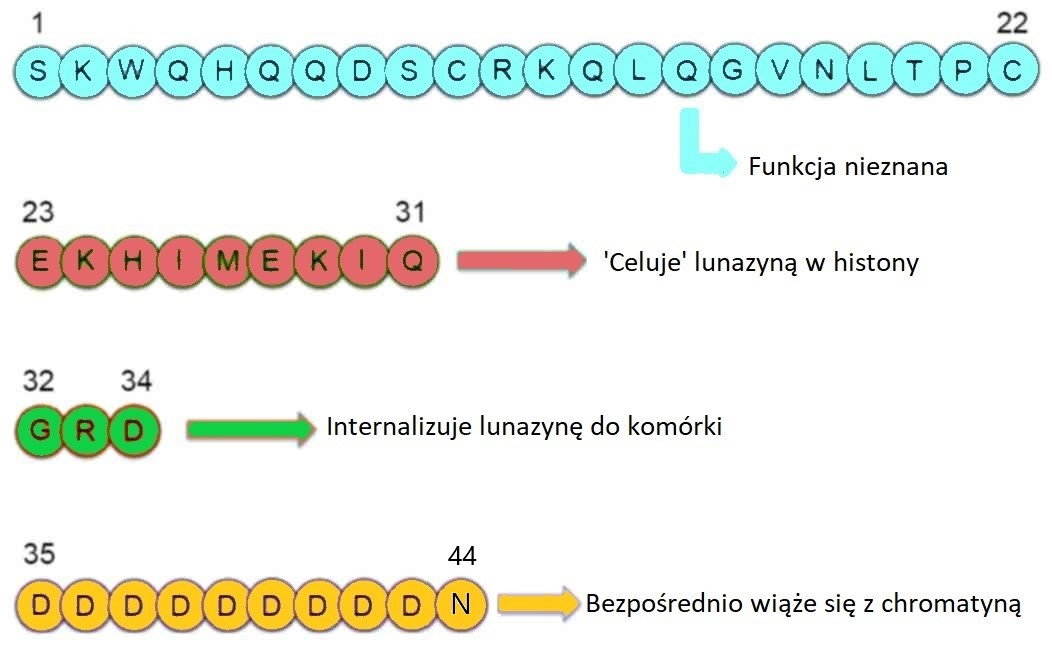
Sekwencja aminokwasów i funkcje fragmentów lunazyny

Lunazyna posiada unikalną sekwencję aminokwasową, w której można wyróżnić 3 fragmenty:
- Koniec C zawierający 9 reszt kwasu asparaginowego – ze względu na ujemny ładunek elektryczny kwasu asparaginowego fragment ten wykazuje powinowactwo do zasadowego (dodatnio naładowanego) rdzenia histonu i to dzięki temu fragmentowi lunazyna posiada unikalne właściwości epigenetyczne.
- Sekwencja RGD – sekwencja 3 aminokwasów arginina-glicyna-kwas asparaginowy, sekwencja występująca również w białkach należących do macierzy poza komórkowej. Dzięki tej sekwencji lunazyna wykazuje powinowactwo do receptorów komórkowych – integryn; motyw ten umożliwia zarówno transport lunazyny do wnętrza komórki jak pośrednie oddziaływanie poprzez receptory (integryny) na komórki nowotworowe.
- Motyw helisy – jest sekwencją homologiczną do konstrukcji białkowych wiążących chromatynę, pozwalającą na interakcję lunazyny z histonami H3 i H4, co umożliwia jej realny wpływ na ekspresję genów.

Ze względu na występujące w cząsteczce albuminy mostki dwusiarczkowe, molekułę tę charakteryzuje zwarta budowa, co przekłada się na jej stosunkowo dużą odporność termiczną. Dodatkowo dzięki małej wielkości, lunazynę można zaliczyć do peptydów termostabilnych, co pozwala jej na zachowanie większości właściwości biologicznych nawet po podgrzaniu do 100 °C.
Lunazyna była pierwszym białkiem o dowiedzionym działaniu epigenetycznym. W wielu późniejszych badaniach ilustrowano na jej przykładzie epigenetyczne mechanizmy (przełączniki) kontroli ekspresji genów, co następuje w procesach modyfikacji histonów poprzez ich deacetylację oraz w procesach metylacji DNA. Dowiedziono następnie, iż lunazyna posiada zdolność dezaktywacji genów niekorzystnych dla ludzkiego zdrowia, poprzez realne upośledzanie ich odczytu w komórkach, a jednocześnie wykazuje działanie promujące odczytywanie genów pożądanych. Pojawiły się także hipotezy, oparte na analizie porównawczej podobnych mechanizmów epigenetycznych, które mówią, iż wszystkie pozytywne zmiany w epigenomie są dziedziczone przez potomków tych, u których zachodzą. Taki wpływ lunazyny na epigenom wywołał w Stanach Zjednoczonych trend do suplementowania się lunazyną rodziców planujących dziecko.
Acetylacja jest jedną z najważniejszych szlaków rozwoju nowotworu. Uszkodzenie DNA i przerwanie transkrypcji chromatyny wykazuje wyraźne powiązanie z występowaniem acetylacji specyficznych reszt lizyny na histonach, a w następstwie rozwoju raka. W normalnych okolicznościach histony H3 i H4 znajdują się w stanie deacetylacji lub stłumienia. Dlatego zmniejszona aktywność acetylotransferaz histonowych (HAT), jest zgodna ze zmniejszoną częstością występowania raka. Wykazano, że lunazyna hamuje HAT, hamując w ten sposób acetylację i pozytywnie regulując cykl komórkowy. Lunazyna w stężeniu 10 nmol/dm3 była zdolna do zmniejszenia acetylacji histonów do 25%; w opozycji, lunazyna w stężeniu <1 μmol/dm3 była w stanie zmniejszyć acetylację histonów H3 i H4 odpowiednio o 80 i 74%. Białko Rb, będące supresorem nowotworu współdziała z HDAC i utrzymuje deacetylowany stan histonów. W przypadku acetylacji przez HAT, lunazyna deacetyluje histony przerywając transkrypcję, indukując w ten sposób apoptozę (śmierć komórki). Deacetylowane histony są nieobecne w komórkach nierakowych, więc lunazyna nie była w stanie zakłócić proliferacji, ani spowodować apoptozy komórek nierakowych. W monitorowanym procesie cyklu komórkowego w obecności lunazyny, selektywnie zabijała komórki nowotworowe. Wykazano, że lunazyna wykazuje ograniczoną liczbę skutków ubocznych w porównaniu z innymi lekami.
W świetle badań lunazyna wydaje się jedną z najbardziej wydajnych (w stosunku dawkowanej masy do uzyskiwanych rezultatów), dotąd odkrytych substancji farmakologicznych. W badaniach respondenckich, prowadzonych wśród lekarzy i pacjentów w Holandii - metodami porównawczymi z innymi substancjami efektywnie podnoszącymi odporność organizmu ludzkiego, lunazyna stosowana w jednorazowej dawce 600 ng dawała efekty w postaci zwiększenia odporności na infekcje układu oddechowego znacząco lepsze od stosowanych w dawkach kilkaset do kilku tysięcy razy większych, porównywanych substancji aktywnych takich jak rutyna, inozyna, beta-(1,3/6) D-glukan, laktoferyna, cholekalcyferol, tokotrienole, niejonowe srebro koloidalne, kwas ellagowy, spirulina, ekstrakt z wątroby rekina oraz wiele innych ekstraktów roślinnych i kondensatów witaminowych.

## Badania medyczne
Biologiczna aktywność lunazyny została odkryta podczas pracy w laboratorium w UC Berkeley przez Galveza i de Lumena dzięki implantowaniu do innej rośliny genu kodującego albuminę 2 S.
Zainteresowanie badaniami biomedycznymi z udziałem lunazyny jest duże, ale wysoki koszt syntezy sprawia, że eksperymenty z użyciem lunazyny są trudne do zrealizowania. Ograniczenie to zostało częściowo pokonane dzięki opracowaniu metod izolowania wysoko oczyszczonej lunazyny z płatków białej soi, produktu ubocznego przetwarzania soi. W doświadczeniach laboratoryjnych i na zwierzętach, lunazyna wykazała działanie przeciwrakotwórcze, co sugeruje, że może mieć potencjał chemoprewencyjny.

### Biodostępność lunazyny
Symulacja trawienia żołądkowo-jelitowego lunazyny wykazała, że podczas gdy syntetyczna czysta lunazyna jest łatwo hydrolizowana przez pepsynę i pankreatynę, lunazyna w białku sojowym jest odporna na działanie tych enzymów. Badania biodostępności przeprowadzone na zwierzętach potwierdziły wstępne wyniki uzyskane w analizie in vitro. Pierwsze badania przeprowadzono na myszach i szczurach karmionych białkiem sojowym wzbogaconym w lunazynę. Dowiedziono, że 35% zjedzonej lunazyny osiąga docelowe tkanki i narządy w nienaruszonej i aktywnej postaci. Lunazyna z żyta i jęczmienia wykazała stabilność wobec trawienia in vitro przez pepsynę i pankreatynę. Natomiast wątroby, nerki i krew szczurów karmionych żytem lub jęczmieniem wzbogaconym w lunazynę zawierały peptyd, wykrywalny metodą western blot.

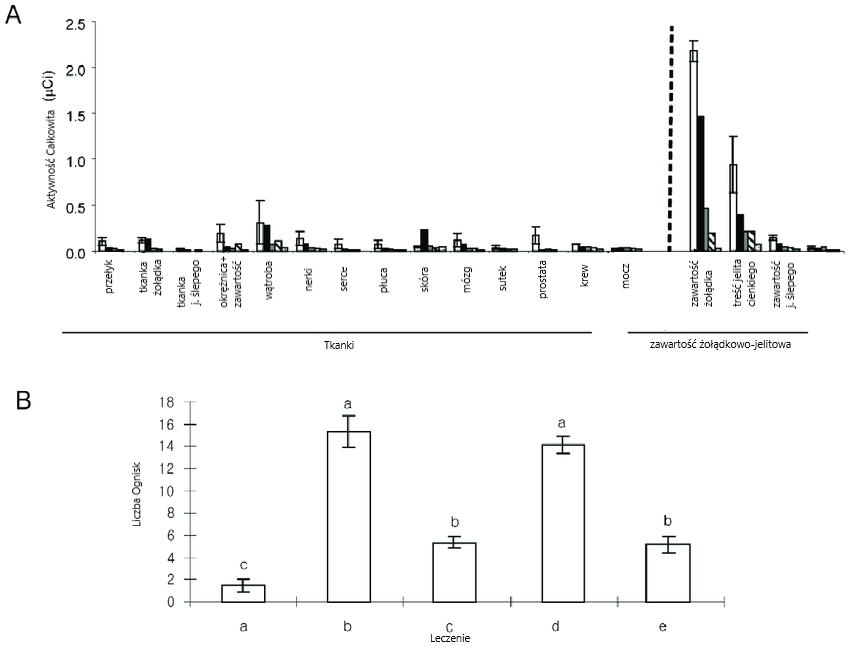
Lunazyna jest wchłaniana przez barierę żołądkowo-jelitową i dociera do docelowych tkanek i narządów w nienaruszonym i bioaktywnym stanie.
Legenda:
A: Dystrybucja aktywności 3H-lunazyny w różnych tkankach i zawartości żołądkowo-jelitowej myszy po 3 h (białe), 6 h (czarne), 9 h (szare), 12 h (kreskowane) i 24 h (kropkowane) doustnego podania. B: Zdolność hamowania tworzenia ognisk w indukowanych karcynognenem komórkach fibroblastów: (a) grupa kontrolna komórek, (b) komórki traktowane karcynogenem (DMBA), (c) syntetyczna lunazyna, (d) lunazyna ekstrahowana z wątroby szczurów karmionych dietą bez dodatku lunazyny, (e) lunazyna ekstrahowana z wątroby szczurów z dietą wzbogacaną. Widoczny jest wpływ lunazyny na redukcję liczby ognisk

Wykonana już w 2009 roku próba kliniczna, skoncentrowana na ocenie biodostępności lunazyny u ludzi wykazała, że u zdrowych ochotników, 4,5% przyjmowanej lunazyny w postaci białka sojowego osiągnęło plazmę. Późniejsze (w tym także polskie) eksperymenty, w których stosowano kompleks sojowych białek albuminowych standaryzowany na 10-procentową zawartość lunazyny, wskazują na znacznie wyższą naturalną odporność użytego materiału badawczego na procesy trawienne. Molekuły lunazyny pozyskiwanej z soi metodą pozwalającą temu peptydowi na pozostanie w naturalnym kompleksie albumin 2S, charakteryzuje to, że cząsteczki inhibitorów proteazy chronią je przed hydrolizą pod wpływem działania najpierw pepsyny i pankreatyny, a potem całkowicie bronią je od degradacji pod wpływem trzustkowych endopeptydaz – trypsyny, chymotrypsyny i elastazy. Molekuły lunazyny w takim kompleksie wykazują znacznie większą biodostępność, mogącą wyrażać się nawet kilkudziesięcio-procentowym wskaźnikiem stanu plazmy, jaki osiągał monitorowany materiał badawczy.
Specyficzna budowa, a konkretnie aminokwasowa sekwencja RGD (arginina, glicyna i kwas asparaginowy) umożliwia niestrawionym peptydom lunazyny wiązanie się z powierzchnią komórek ludzkich i szybkie wnikanie do ich jąder. Eksperymenty przeprowadzone w latach 2016–2019 na Uniwersytecie Łotewskim (źródło: https://www.ncbi.nlm.nih.gov/pmc/articles/PMC6681393) wykazały zdolność lunazyny do pokonywania bariery układ krwionośny – mózg, nawet już wtedy, gdy podawana jest w formie wziewnej (donosowej). 
Ostatnim czynnikiem, jaki wpływa na wysoką biodostępność lunazyny, jest jej odporność na czynniki denaturujące, zarówno termiczne, jak fizyczne i chemiczne. Potwierdzona w licznych eksperymentach doskonała biodostępność lunazyny rokuje na bardzo wysoką skuteczność leków, jakie mogą być w przyszłości wytwarzane na bazie tego peptydu.

### Rola lunazyny jako peptydu chemoprewencyjnego
Wykazano, że lunazyna ma obiecujące właściwości chemoprewencyjne przeciwko różnym rodzajom nowotworów zarówno w hodowlach komórkowych, jak i w doświadczeniach na zwierzętach. Pierwsze badania przeprowadzone z komórkami ssaków wykazały, że lunazyna nie wpłynęła na ich morfologię i proliferacje. Działanie peptydu polegało na zapobieganiu ich transformacji wywołanej przez chemiczne kancerogeny: 7,12-dimetylobenz [a] antracen (DMBA) i 3-metylocholantren (MCA), wirusowe i onkogeny ras. Te eksperymenty sprawiły, że lunazyna została uznana za „strażnika” w jądrze komórkowym, który po mutacji, działa jako supresor guza, który ściśle wiąże się z deacetylowanym rdzeniem histonów, które zaburzają równowagę między deacetylacją-acetylacją. Jest ona postrzegana przez komórkę jako nienormalna i prowadzi do śmierci komórki. Ten mechanizm angażujący hamowanie acetylacji jest uważany za jeden z najważniejszych epigenetycznych modyfikacji, działających na szlaki transdukcji sygnałów zaangażowanych w rozwój raka.

### Chemoprewencyjne właściwości w przypadkach raka piersi

#### Lunazyna przeciwko rakowi piersi in vitro
Jedna trzecia nowotworów piersi, staje się odpornych na terapie endokrynologiczne podczas rozwoju guza. Lunazyna wykazała tendencję do hamowania proliferacji komórkowej w komórkach MDA-MB-231 z RE-ujemnym rakiem sutka, wykazując wartość stężenia hamującego (IC50) wynoszącą 181 uM. Badania przeprowadzone w celu ustalenia zależności struktura / aktywność wykazały wartość IC50 138 uM dla 21 aminokwasów, dla sekwencji zlokalizowanej na C-końcu lunazyny. W związku z czym jest główną odpowiedzialną za efekt hamujący lunazyny na proliferację komórek raka piersi.
Mnogość możliwych zmian chromatyny wydaje się być odpowiedzialna za rozwój i progresję różnych typów nowotworów, w tym raka piersi. Acetylacja lizyny w histonach jest ogólnie związana z rozerwaniem chromatyny i aktywacją transkrypcji genów. W badaniach efekt był zależny od dawki hamując acetylację H4 w pozycjach H4-Lys8 i H4-Lys12 obserwowano po podaniu lunazyny w dawce 75 μM w MDA-MB-231 komórki, odpowiednio osiągając 17% i 19% inhibicji w porównaniu do grupy kontrolnej.

#### Lunazyna przeciwko rakowi piersi in vivo
Zwrócono także uwagę na rolę lunazyny jako środka chemoprewencyjnego przeciwko rakowi piersi w modelach myszy in vivo. Badania wykazały efekt hamujący, dla diety bogatej w lunazynę, na rozwój nowotworów sutka u myszy SENCAR indukowanych DMBA. Wielkość guza i częstotliwość jego występowania guza zmniejszyły się odpowiednio o 38% i 25% dla myszy karmionych dietą wzbogaconą w lunazynę (zawierającą 0,23% lunazyny) w porównaniu z grupą kontrolą. Ponadto wskazane sekcje nowotworowe, uzyskane z grupy z dietą wzbogaconą w lunazynę, wykazały niewielką inwazję podścieliska i niski stopień morfologicznej agresywności. Park i współpracownicy zgłosili, że peptydy soi pozbawione izoflawonów zapobiegają indukowanemu przez DMBA nowotworowi gruczołu mlekowego u szczurów, a także hamują wzrost komórek MCF-7 ludzkiego raka sutka w sposób zależny od dawki i indukują śmierć komórki.
Lunazyna zmniejsza częstotliwość występowania i powstawanie nowotworów w modelu mysiego kseno-przeszczepu wykorzystującym ludzkie komórki raka piersi MDA-MB-231. Ponadto autorzy raportu opisali hamujący wpływ na masę i objętość guza. Sekcje histologiczne nowotworu uzyskane z grupy leczonej lunazyną wykazały hamowanie proliferacji komórkowej i indukcję apoptozy.

#### Kombinacje lunazyny przeciwko rakowi
Strategie chemioterapeutyczne raka zwykle wymagają kombinacji wielu leków, aby zapobiegać i/lub leczyć raka, ze względu na zdolność do osiągania większego zahamowania rozwoju komórek nowotworowych przy pomocy niższych potencjałów toksyczności dla zdrowych komórek. W ciągu ostatnich dwóch dekadach została odkryta chemoprewencyjna rola aspiryny przeciwko różnym rodzajom raka. Jednak stosowanie aspiryny wiązało się z działaniami niepożądanymi:: wrzody trawienne, krwawienie i uszkodzenie śluzówki. Lunazyna wzmacnia właściwości aspiryny: proliferację komórek i apoptozę w komórkach MDA-MB-231. Kombinacja lunazyna/aspiryna hamuje tworzenie się ognisk i proliferację komórek rakowych wytworzonych ze związków chemicznych rakotwórczych DMBA i komórek indukowanych MCA-NIH / 3T3 [54]. Efekt były mniej wyraźnie gdy związki z kombinacji działały pojedynczo.
Kwas anakardowy jest naturalnym związkiem znajdującym się w skorupie orzecha nerkowca. Został powiązany z działaniami antyoksydacyjnymi, przeciwdrobnoustrojowymi, przeciwzapalnymi i przeciwrakowymi. Kombinacja lunazyny z kwasem anakardowym zatrzymuje cykl komórkowy w S-fazie i indukuje apoptozę lepiej niż gdy każdy związek jest używane indywidualnie. Ta kombinacja również sprzyja hamowaniu ERBB2, AKT1, JUN i ekspresji genów sygnałowych RAF1. Efekty synergiczne obserwowano także w przypadku lunazyny w połączeniu z kwasem anakardowym w celu leczenia komórek raka sutka i indukowanych chemicznie komórek fibroblastów.

### Lunazyna, właściwości chemoprewencyjne przeciwko rakowi okrężnicy
Rak jelita grubego jest drugą najczęstszą przyczyną zgonów z powodu raka w świecie zachodnim. Zapadalność, zachorowalność i śmiertelność w przypadku raka jelita grubego wymagają skutecznej profilaktyki tej choroby. W ostatnich latach wyjaśniono patogenezę raka jelita grubego, dane wejściowe do opracowywania nowych leków przeciwdziałających tej złośliwości. Kumulujące się badania wykazały zdolność bioaktywnych składników żywności do modulacji ryzyko zachorowania na raka okrężnicy.

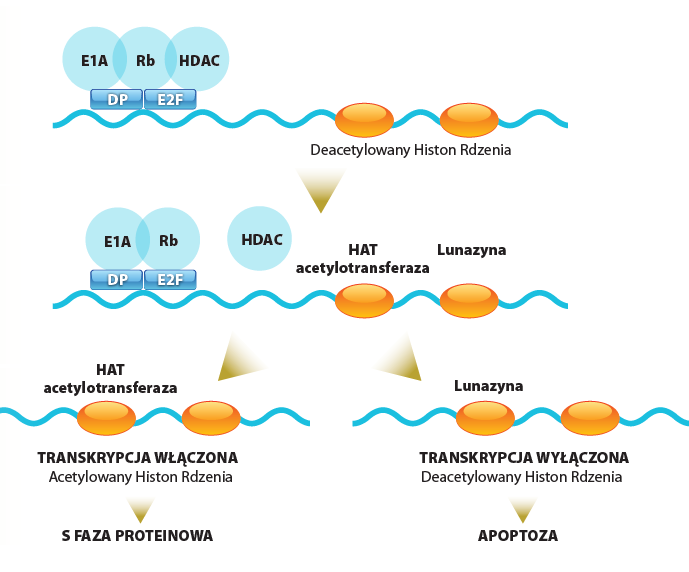
Model działania lunazyny na epigenom

#### Lunazyna przeciwko rakowi jelita grubego in vitro
Lunazyna powoduje cytotoksyczność w czterech różnych zestawach ludzkich komórek nowotworowych okrężnicy, komórki KM12L4, RKO, HCT-116 i HT-29, o wartościach IC50 13,0 uM, 21,6 odpowiednio μM, 26,3 μM i 61,7 μM. Lunazyna była zdolna do wywoływania efektów cytotoksycznych w opornych na oksaliplatynę wariantach komórek raka okrężnicy. Badania nad mechanizmem działania tego peptydu ujawniły, że lunazyna powoduje zatrzymanie cyklu komórkowego w fazie G2 / M i indukuje mitochondrialną ścieżkę apoptozy. Zatrzymała cykl komórkowy oraz zwiększyła ekspresję białka p21 w komórkach raka okrężnicy HT-29. Podczas gdy ekspresja białka p21 i p27 była regulowana w górę za pomocą leczenia lunazyną komórek raka okrężnicy typu KM12L4. Ponadto leczenie lunazyną zmniejszyło stosunek Bcl-2: Bax poprzez regulację w górę ekspresji proapoptotycznego i regulację w dół ekspresji antyapoptotycznego Bcl-2, również zwiększająca aktywność kaspazy-3. Można to przypisać wzrostowi ekspresji proapoptotycznej postaci klusteryny na który pozytywnie wpływa wzrost ekspresji p21 w jądrze komórkowym. Leczenie lunazyną powoduje translokację Bax do błony mitochondrialnej, powodując uwolnienie cytochromu C i wzrost ekspresji cytosomowego cytochromu C w KM12L4 komórki. Wykazano również, że leczenie za pomocą lunazyny powoduje wzrost stężenia aktywność kaspazy-9 i kaspazy-3 zarówno w komórkach HT-29, jak i KM12L4. Ponadto wykazano, że lunazyna modyfikuje ekspresję ludzkiej macierzy pozakomórkowej i białka adhezyjne. Motyw Arg-Gly-Asp obecny w strukturze lunazyny jest miejscem dla receptorów integryny obecnych w macierzy pozakomórkowej (MP). Integryny są heterodimerycznymi receptorami związanymi z adhezją komórek i przerzutami raka. Leczenie komórek KM12L4 lunazyną spowodowało modyfikację ekspresji 62 genów związanych z MP i adhezją komórek. Autorzy ci donoszą również, że lunazyna ma obniża ekspresję genów kolagenu typu VII ‘a’1, integryny ‘a’2, metaloproteinazy macierzy 10, selektynę E i integrynę ‘a’5 odpowiednio o 10,1-, 8,2-, 7,7-, 6,5- i 5,0-krotnie, w porównaniu do nieleczonej komórki raka jelita grubego. Z drugiej strony ekspresja kolagenu typu XIV ‘a’1 była zwiększona w stosunku do leczenia lunazyną o 11,6 razy. Te wyniki sugerują potencjalną rolę lunazyny jako środka do zwalczania przerzutowego raka okrężnicy, szczególnie w przypadkach gdzie rozwija się oporność na chemioterapię.

#### Lunazyna przeciwko rakowi okrężnicy in vivo
Przerzuty do wątroby raka okrężnicy są szeroko stosowanym modelem do badania wpływu różnych markerów i chemioterapii na przerzuty raka okrężnicy. 14 bioaktywnych peptydów pokarmowych w tym lunazyna, działa jako środek chemioterapeutyczny przeciw temu typowi przerzutów, stosując komórki nowotworowe okrężnicy, które są bezpośrednio wstrzykiwane do śledziony myszy bezgrasicznych (pozbawione limfocytów T). Lunazyna podawana w stężeniu 4 mg / kg masy ciała spowodowała znaczące zahamowanie przerzutów do wątroby komórek raka okrężnicy, potencjalnie z powodu wiązania się z integryną a5a1, a następnie zahamowania sygnalizacji FAK/ERK/NF-κB. Lunazyna była również w stanie nasilić działanie oksaliplatyny w zapobieganiu odrastaniu przerzutów. Ponadto lunazyna nasilał działanie oksaliplatyny na modyfikację ekspresji białek zaangażowanych w apoptozę i przerzuty, w tym Bax, Bcl-2, IKK-a i P65. Wyniki te sugerują, że lunazyna może być stosowana jako potencjalny antagonista integryny, zapobiegając w ten sposób przyłączeniu i wynaczynieniu komórek raka okrężnicy, co prowadzi do jego efektu antymetastatycznego. Wyniki eksperymentów których przedłużano okresy przeżycia myszy z przerzutowym rakiem okrężnicy, otwierają nową wizję ewentualności stosowania lunazyny w przerzutach nowotworu.

### Chemoprewencyjne właściwości lunazyny przeciwko innym rodzajom nowotworów
Białaczka jest uważana za najczęstszy rodzaj raka u dzieci. Białaczka zakłóca normalne procesy reprodukcji i naprawy białych krwinek, powodując ich dzielenie się zbyt szybko, zanim dojdą do rozwoju, co spowoduje zatrzymanie właściwej produkcji wszystkich komórek krwi.
Wykazano chemoprewencyjne oddziaływanie lunazyny na komórki rakowe ludzkiej białaczki L1210 o wartości IC50 równej 14 μM. Analiza cyklu komórkowego wykazała, że lunazyna powodowała zatrzymywanie cyklu G2 oraz wzrost odsetka komórek białaczki L1210 przechodzących apoptozę - od 2% do 40%.

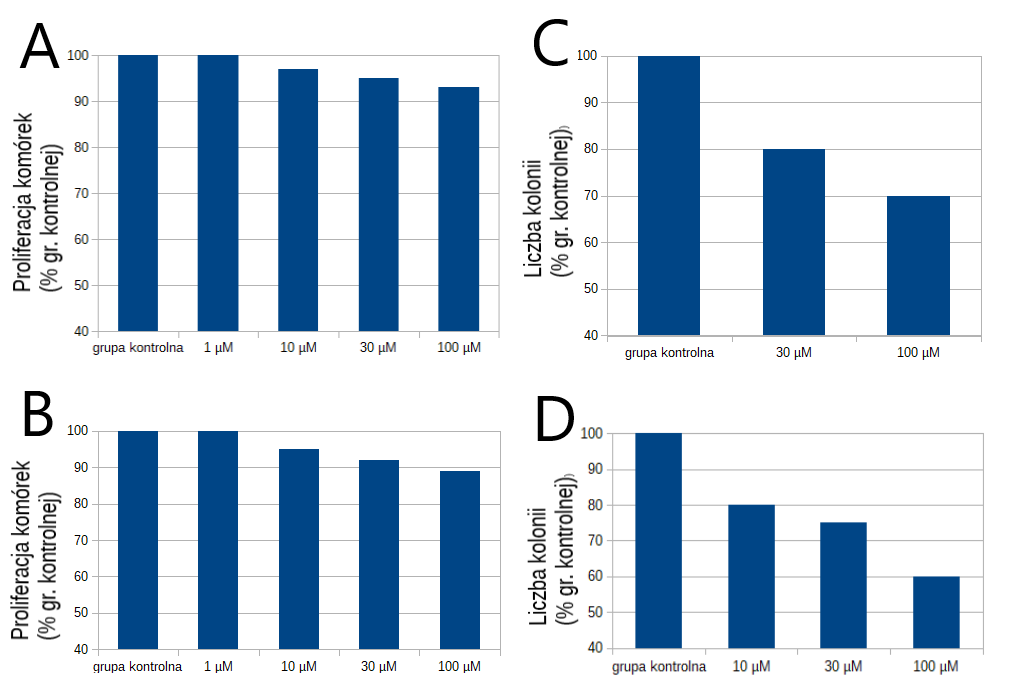
Wpływ lunazyny na wzrost in vitro komórek raka płuc (A, C) i czerniaka (B, D). W testach przylgowych lunazyna wykazywała niewielkie działanie zależne od dawki, zarówno na komórkach raka płuc, jak i czerniaka; <10% przy 30 i 100 μM lunazyny (A, B). Natomiast w testach nieprzylgowych lunazyna wykazywała znaczącą aktywność hamującą rozrost. Komórki zarówno raka płuc (C), jak i czerniaka (D) wykazywały statystycznie znaczący, zależny od dawki, spadek stopnia tworzenia kolonii, z 20% do 40% w zakresie stężeń lunazyny od 10 do 100 μM. Hamowanie wzrostu w warunkach hodowli przylgowej było mniejsze niż 15% dla większości linii komórkowych raka płuc i mniej niż 10% dla linii komórkowych czerniaka traktowanych 100 μM lunazyny. Związek między hamowaniem tworzenia kolonii przez ludzkie komórki raka płuc i linie komórek czerniaka traktowane 100 μM lunazyny były w zakresie odpowiednio od 65% do 85% i od 20 do 40%. Wyniki te pokazują, że wrażliwość na lunazynę ludzkiego i mysiego raka płuc i komórek czerniaka jest bardzo wysoka in vitro i należy spodziewać się podobnych rezultatów w testach na żywych organizmach

Rak prostaty jest jedną z głównych przyczyn śmierci z powodu raka u mężczyzn na całym świecie. Zmiany wieloetapowe, genetyczne i epigenetyczne, charakter postępu nowotworu prostaty podczas choroby i odporność na terapię, stanowią fundamentalne wyzwania w naszym dążeniu by zrozumieć i kontrolować tę rozpowszechnioną chorobę. zaobserwowano, że HIF1A, PRKAR1A, TOB1 i Geny THBS1 były regulowane w górę przez lunazynę w RWPE-1, ale nie w komórkach RWPE-2, co potwierdza zdolność lunazyny do selektywnego działania na komórki nowotworowe bez wpływu na komórki nierakowe. Ponadto lunazyna specyficznie hamowała acetylację H4-Lys8, jednocześnie zwiększając H4-Lys16 acetylacja katalizowana przez enzymy HAT p300, PCAF i HAT1A. Wykazanie zdolności lunazyny do regulowania ekspresji genu poprzez epigenetyczne modyfikacje genomu człowieka, może sugerować, iż lunazyna jest białkiem bioaktywnym na tyle, że posiada potencjał zmniejszania ryzyka zachorowania na raka. W Stanach Zjednoczonych wprowadzone zostały do obrotu preparaty z lunazyną dostępne bez recepty, do których amerykańska FDA dopuściła oświadczenia zdrowotne o potwierdzonej roli lunazyny jako substancji efektywnej w profilaktyce niektórych nowotworów.

### Działanie przeciwzapalne i przeciwutleniające lunazyny
Zapalenie i stres oksydacyjny są dwoma najważniejszymi czynnikami, z którymi się wiąże rakotwórczość i inne zaburzenia zwyrodnieniowe. Przewlekłe zapalenie jest przyczyną rozwoju około 15–20% nowotworów złośliwych na całym świecie, co wyraźnie wiąże się ze zwiększonym ryzykiem zachorowania na raka i jego progresji. Okazało się, że lunazyna wywiera działanie przeciwzapalne i może przyczynić się do chemoprewencji. Lunazyna silnie hamuje indukowane przez lipopolisacharyd (LPS) wytwarzanie mediatorów prozapalnych interleuquine-6 (IL-6), czynnik martwicy nowotworów α (TNF-α) i prostaglandyna (PG) E2 (PGE2) w komórki makrofagów RAW 264.7, poprzez modulację cyklooksygenazy-2 (COX-2)/PGE2 i indukowalne szlaki syntazy tlenku azotu i tłumienie NF-κB ścieżki. Hamowanie COX-2 może zmniejszyć ruchliwość komórek rakowych piersi, inwazji i ekspresji metaloproteinaz macierzy. Nienormalnie podwyższona ekspresja COX i PGs jest cechą nowotworów piersi u ludzi, lunazyna może odgrywać rolę w leczeniu i zapobieganiu tego rodzaju raka. Ponadto tę samą aktywność biologiczną obserwowano dla peptydów podobnych do lunazyny oczyszczonej z odtłuszczonej mąki soi przez połączenie chromatografii jonowymiennej i chromatografii żelowej. Te peptydy wykazywały silną aktywność przeciwzapalną poprzez hamowanie RAW indukowanego LPS 264,7 komórek poprzez supresję ścieżek NF-κB. W eksperymencie użyto E. coli jako gospodarza do wytworzenia bioaktywnej lunazyny, która również wykazywała działanie przeciwzapalne. Oczyszczona rekombinowana lunazyna tworzy układ ekspresyjny E. coli, hamuje acetylację histonów i hamuje wytwarzanie cytokin prozapalnych, takich jak jako TNF-α, interleukina-1β i tlenek azotu w stymulowanych LPS komórkach RAW 264.7.
Wykazano, że duże ilości reaktywnych form tlenu (RFT) bierze udział w etiologii kilku chorób zwyrodnieniowych człowieka, w tym zapalenia układu sercowo-naczyniowego i zaburzenia neurodegeneracyjnych oraz raka. Uważa się, że trwałe zapalnie komórek, powtarzalne wytwarzanie (RFT) i mediatorów prozapalnych, jak również ciągła proliferacja komórek niestabilnych genetycznie przyczynia się do transformacji nowotworowej i ostatecznie powoduje inwazję guza i przerzuty. Przywrócenie / aktywacja niewłaściwie działającej lub tłumionej maszynerii antyoksydacyjnej lub supresja nieprawidłowo amplifikowanej sygnalizacji zapalnej może dostarczyć ważnych strategii dla chemoprewencji. Lunazyna m silne właściwości przeciwutleniające, hamując utlenianie kwasu linolowego i działa jako silny ‘wymiatacz’ wolnych rodników i zmniejsza indukowanej LPS produkcji RFT przez komórki makrofagów RAW 264.7 w sposób zależny od dawki. Ostatnio, na podstawie lunazyny oczyszczonej z Solanum nigrum L. stwierdzono, że chroni DNA przed uszkodzeniem przez utlenianie, wychwytując wytwarzany rodnik hydroksylowy, a także redukowanie Fe3 + do Fe2 + przez blokowanie reakcji fentonowej i hamowanie utleniania kwasu linolowego. Co więcej, ci autorzy wykazali supresywny wpływ lunazyny na wytwarzanie wewnątrzkomórkowych RFT i glutationów. Wstępne wyniki wskazują na podobne hamujące działanie RFT i GSH, produkcje obserwowano również w komórkach Caco2. Ta aktywność może się przyczynić do chemoprewencyjnego działania lunazyny przeciw rakowi i innym zaburzeniom związanym ze stresem oksydacyjnym. Wyniki tych badań przyczyniają się do rosnącej popularności lunazyny, jako preparatu relatywnie taniego, o opinii pierwszego tak skutecznego w profilaktyce przeciwnowotworowej, szczególnie, że jak dowiedziono już wcześniej - korzystne zmiany epigenetyczne, jakich prekursorem jest wnikająca efektywnie do komórek lunazyna, są dziedziczone, co budzi nadzieję na odmianę losu biologicznego w rodzinach obciążonych genetycznie chorobami nowotworowymi.  

### Lunazyna jako alternatywa dla leków przeciwzapalnych (NLPZ)
W 2018 r. na Uniwersytecie  Wake Forest w Winston-Salem przeprowadzono w pełni randomizowane badania, których celem było zbadanie wpływu lunazyny na wytwarzanie cytokin prozapalnych i przeciwzapalnych (IL-1β, IL-6, TNF-α, IL-10) oraz porównanie efektywności tego wpływu z działaniem ibuprofenu - najpopularniejszego obecnie na świecie niesteroidowego środka przeciwzapalnego (źródło:  http://www.remedypublications.com/world-journal-of-oral-and-maxillofacial-surgery/articles/pdfs_folder/wjoms-v1-id1010.pdf).
Komórki THP-1 umieszczono w studzienkach i różnicowano w MQ, stosując Phorbol-12-mirystynian-13-octan (PMA). Następnie podzielono je na 13 różnych grup LPS i MQ nie aktywowanych LPS, które następnie potraktowano różnymi stężeniami lunazyny i ibuprofenu. Poziomy cytokin zapalnych, w tym IL-1β, IL-6, TNF-α i IL-10 mierzono za pomocą matrycy cytometrycznej. Dane analizowano przy użyciu testów U Kruskala-Wallisa i Manna-Whitneya.
Wyniki: 100 μM lunazyny znacząco zmniejszyło produkcję IL-1β, IL-6, TNF-α i zwiększyło produkcję IL-10 w porównaniu z MQ aktywowanym LPS (P = 0,001). Ibuprofen nie wpływał znacząco na poziomy cytokin w aktywowanym LPS MQ (P> 0,05). Mając na uwadze supresyjny wpływ lunazyny na wytwarzanie cytokin odpowiedzialnych za stany zapalne przy bardzo wysokiej przyswajalności tego peptydu oraz znane powszechnie skutki uboczne zażywania leków z grupy NLPZ - badania wskazują na możliwość stosowania w określonych przypadkach lunazyny, jako alternatywy dla ibuprofenu i innych niesteroidowych środków przeciwzapalnych.  W szczególności podnosi się w aspekcie profilaktyki stanów mikrozapalnych, które towarzyszą początkom większości chorób - bezpieczeństwo suplementacji lunazyną, naturalnym peptydem, pozyskiwanym z naszego codziennego pożywienia. 

### Lunazyna hamuje procesy rozpadu kolagenu
Używając do eksperymentu komórek chondrocytów izolowanych z ludzkiej chrząstki kolanowej, naukowcy Departamentu Ortopedii Szpitala w Weifang (Shandong) w Chinach wykazali, iż lunazyna zapobiega degradacji kolagenu poprzez zmniejszenie ekspresji metaloproteinaz macierzy (MMP), enzymów odpowiedzialnych za rozkład kolagenu właśnie w chrząstkach i w skórze. Wyniki badań opublikowanych 1.08.2019 (źródło:  https://www.ncbi.nlm.nih.gov/pubmed/31368822 )  wskazują, że lunazyna może być stosowana jako środek chroniący chondrocyty i używana przeciwko postępowi chorób zwyrodnieniowych stawów (OA). Może być ona również skutecznym środkiem opóźniającym starzenie się skóry, co z uwagi jej  właściwości transdermalne (patrz: akapit poniżej) może dać początek produkcji całkowicie nowych rodzajów kosmetyków ant-age, a nawet otworzyć cały nowy rozdział w kosmetologii substancyjnej,    

### Zdolność do pokonywania przez lunazynę bariery epidermy
Szczególną właściwością lunazyny jest zdolność pokonywania bariery transdermalnej, co zostało udowodnione w badania in vivo. Wyniki dowiodły, iż lunazyna nakładana na skórę myszy, na której znajdował się nowotwór, znacząco zmniejszyła jego masę. Transepidermalność lunazyny może znaleźć zastosowanie nie tylko w maściach leczących, ale również w kosmetologii substancyjnej. Ilość naturalnych peptydów zdolnych do przenikania ludzkiego naskórka jest bardzo ograniczona. Działanie przeciwstarzeniowe lunazyny w aplikacji naskórnej po dowiedzeniu wpływu tego peptydu na kondycję kolagenu ustrojowego (źródło:  https://www.ncbi.nlm.nih.gov/pubmed/31368822 ) wymaga nadal dowodów w postaci wyników badań aplikacyjnych i aparaturowych przy zastosowaniu  jej na ludziach. Dotychczasowe wyniki badań in vivo  pozwalają już jednak na stwierdzenie, iż lunazyna posiadając zdolność relatywnie łatwego przechodzenia do warstw skóry właściwej może być nośnikiem innych substancji czynnych w produktach kosmetycznych anti-age. 

### Lunazyna odwraca zachowania psychotyczne
Eksperymenty przeprowadzane na Uniwersytecie Łotewskim badające przeciwpsychotyczne efekty działania lunazyny wykazały, iż peptyd ten pokonuje barierę krew-mózg i dociera do ośrodkowego układu nerwowego (OUN),  Myszy, którym podawano amfetaminę i antagonisty serotoniny, DOI, miały w eksperymentach podwyższany poziom neurochemikaliów, dopaminy i serotoniny, co powodowało ich   zachowania psychotyczne, podobne do schizofrenicznych.  Podawanie nanomolarnych poziomów lunazyny normalizowało poziomy dopaminy i serotoniny w ośrodkowym układzie nerwowym (OUN) i odwracało u zwierząt laboratoryjnych zachowania psychotyczne (źródło:  https://www.ncbi.nlm.nih.gov/pmc/articles/PMC6681393). Badanie to wykazało niezwykłą żywotność i przyswajalność na peptydu lunazyny oraz wskazało na potrzebę badania tej substancji pod kątem leczenia zaburzeń i chorób psycho-neurologicznych.

## Metody pozyskiwania lunazyny
Lunazynę po raz pierwszy zidentyfikowano w nasionach soi, a zmienne stężenia wahały się od 0,5 do 8,1 mg lunazyny / g nasion. Stwierdzono, że te wahania zależą głównie od genotypu. Sugeruje to możliwość selekcji, modyfikacji i upraw odmian soi z wyższą zawartością lunazyny. Stwierdzono również, że wpływ na efektywność ilościową pozyskiwania bardzo drogiego surowca, mają etapy rozwoju nasion. Zawartości lunazyny rośnie podczas dojrzewania nasion. Jednak już kiełkowanie prowadzi do stałego obniżania jej poziomu. Niedawne badania wykazały też wpływ na ilości lunazyny w nasieniu czynników środowiskowych takich, jak: temperatura, wilgotność gleby i czas kiełkowania, a także warunki przetwarzania.
Śladową obecność lunazyny wykazano też w produktach sojowych przetworzonych takich, jak: mleko sojowe, odżywki dla niemowląt, sojowe koktajle wysokobiałkowe, tofu, twaróg, ciasto sojowe, tempeh i su-jae. Wyniki tych badań pokazują wpływ, jaki na ilość lunazyny w produktach spożywczych mają parametry wzrostu i przetwarzania oraz takie jak: genotyp soi, czynniki środowiskowe, proces produkcyjny i warunki przechowywania. Parametry te mogą być używane do kontroli, jakie ilości tego bioaktywnego peptydu zawierają nasiona. Ilość lunazyny w ziarnach soi nie jest jednak znaczna, zaś w produktach sojowych bardzo mała.
W poszukiwaniu naturalnych źródeł lunazyny oprócz soi, przeprowadzono też eksperymenty na różnych rodzajach fasoli, ziarnach i roślinach zielarskich. Peptydy bardzo zbliżone budową i właściwościami do lunazyny znaleziono w ziarnach zbóż o wysokich wartościach odżywczych, takich jak jęczmień, pszenica, żyto, pszenżyto, owies i ryż. Zbadano kilka nasion orientalnych ziół i roślin leczniczych, stwierdzając, że peptydy takie występują we wszystkich rodzinach Solanaceae, z wyjątkiem L. chinensis, ale nie ma ich w rodzinie Phaseolus. Te odkrycia sugerują możliwość obecności lunazyny lub peptydów podobnych do lunazyny także w innych ziarnach i roślinach. Zidentyfikowano je np. w amarantusie, roślinie dobrze znanej już Aztekom ze względu na jej wysoką wartość odżywczą i właściwości biologiczne. Badania wykazały też obecność lunazyny w różnych gatunkach Lupinus - zarówno uprawianych, jak i dzikich.
Najnowsze eksperymenty sugerują, że chociaż wcześniej zakładano, iż lunazyna oprócz soi występuje również w nasionach innych zbóż, to w powtarzalnych wynikach analizy genomów i w licznych badaniach immunologicznych, nie udało się nigdzie znaleźć podjednostki albuminy homologicznie zgodnej z peptydem izolowanym z nasion soi, który nadto składa się z 44, nie zaś 43 reszt aminokwasowych, jak podawała zgodnie literatura jeszcze do roku 2016. Z tego względu niektórzy badacze, ale również polscy podnoszą, iż nazwą lunazyna należy określać wyłącznie peptyd odkryty w soi przez Galveza i de Lumena, którzy właśnie podjednostce albuminy sojowej nadali nazwę lunazyna. Peptydy występujące w innych zbożach nie odbiegają istotnie w swoich właściwościach od sojowych, lecz ze względów choćby formalnych, należy zdaniem autorów określać je jako białka lunazyno-podobne.

### Lunazyna na świecie
Od 2012 roku lunazyna – długo oczekiwana – w mikroskopijnych dawkach, ale pojawiła się w składach ogólnodostępnych preparatów suplementacyjnych w Stanach Zjednoczonych. Mimo ogromnego zainteresowania tym peptydem terapeutycznym i zarazem pierwszym opisanym pokarmem epigenetycznym, suplementy diety z lunazyną nie podbiły Starego Kontynentu, co powodowały początkowo bardzo wysokie ich ceny, ale także niechęć do GMO połączona z przekonaniem, że w Ameryce nie ma już soi niemodyfikowanej genetycznie.
Okrzyknięta w USA i na Dalekim Wschodzie wielką nadzieją na przełom w takich dziedzinach wiedzy, jak medycyna, biologia czy genetyka – w Europie lunazyna nie zainteresowała początkowo zbyt wielu naukowców, na co wpływ miał permanentny brak materiału badawczego. Eksperymentowano z tym peptydem terapeutycznym jedynie w Hiszpanii, we Francji i w Polsce, gdzie w środowisku naukowym skupionym wokół Uniwersytetu Przyrodniczego w Poznaniu opracowano w 2012 roku nową metodę izolacji lunazyny. Jako materiał wyjściowy posłużyła endemiczna, polska naturalna krzyżówka soi „Augusta”, niemodyfikowana genetycznie.
W Polsce przeprowadzono już również szereg badań dokumentujących m.in. działanie przeciwnowotworowe lunazyny. Eksperymenty prowadzono używając lunazyny pozyskanej z soi „Augusta” oraz pszenżyta. Po opublikowaniu ich wyników, od stycznia 2019 roku lunazyna pojawiła się także w Europie. Pierwszy wprowadzony do obrotu w Unii Europejskiej preparat zawierający ekstrakt z soi „Augusta”, standaryzowany na zawartość 10% czystej lunazyny zarejestrowano w Polsce (źródło:  https://rejestrzp.gis.gov.pl/index.php/szukaj/Lunacol) 